# Jason Cropper
Jason Cropper (Oakland, California; 27 de julio de 1971) es un músico estadounidense mayormente conocido por haber sido el guitarrista de la banda de rock Weezer, durante los años de 1992 y 1993.

## Inicios
Jason Cropper era un joven guitarrista californiano que vivía en el Norte del estado, tocaba en una banda llamada Brotherhood Groove Grand Junction hasta que Pat Finn decide llevarlo a Los Ángeles para grabarle un demo.
Jason grabaría sus primeras canciones a finales de 1990 y principios de 1991. "Jump Oil Man", "No Time To Party" y "Tuna Melt" serían las primeras, también grabó la primera versión conocida de "Brotherhood Groove Grand Junction" un tema que llevaba el mismo nombre de la banda donde tocaba.
En busca de éxito, Jason decide quedarse en Los Ángeles. Se hospeda en casa de Pat Finn y es ahí donde conoce al entonces compañero de Finn, Patrick Wilson, con quien empieza a tocar a principios de los años 1990.
Pat era gran amigo en ese entonces de Matt Sharp (ex-bajista de Weezer), lo que hizo que Jason también trabajara paralelamente con Sharp en el verano de 1991. Grabaron una canción llamada "Homage/Cornwork" en los estudios del otro compañero de cuarto de Cropper, Pat Finn. 
Ese mismo verano grabó varios demos pequeños de cuatro piezas, ninguno fue titulado. Todos estos fueron grabados en el mismo estudio de Pat Finn. De estos demos se tiene registro de dos canciones que son "I am Your Blue Sky" y "Brotherhood Groove Grand Junction", ambos temas los volvería a grabar en ocasiones futuras.
Seguiría tocando junto a sus compañeros de cuarto por un tiempo y en 1991 decidieron formar su primer proyecto Sixty Wrong Sausages, al principio la banda solo contaba con Pat Finn, Pat Wilson y Cropper. Al paso de poco tiempo Rivers Cuomo se uniría a la banda y una clase de agrupación pre-Weezer empezaba a formarse. 
En otoño de 1991, Cropper tiene una pequeña participación en una grabación de ocho pistas; "Gokuh" es el nombre de la canción donde tocaría en ciertas partes.
Después de la única presentación de Sixty Wrong Sausages, Patt Finn decide abandonar el grupo. Es entonces que Cropper, Pat Wilson y Cuomo inician un proyecto de escribir cincuenta canciones. "Guess We Could Wait" ("Brotherhood Groove") y "I am Your Blue Sky" serían las canciones grabadas por Cropper, donde recibió la ayuda de Cuomo en los coros.

## Etapa con Weezer
Para febrero de 1992 la banda decide cambiar su nombre a Weezer, ya con la incorporación de Matt Sharp en el bajo. Jason se encargaría de la guitarra rítmica en este proyecto.
En agosto de 1992 tocaría con Weezer un concierto junto a su antigua banda, Brotherhood Groove Grand Junction.
Para la primavera de 1993 la banda grabaría "A Final Tear of Red", la música sería de Cropper y la letra de Cuomo. Cabe mencionar que esta canción después sería grabada por Chopper One, la futura banda de Jason Cropper. Ese mismo año Cropper y Pat Wilson deciden grabar un demo de cuatro canciones con letras graciosas "Techno Ono" y "Song for Los Angeles" serían nombres de un par de ellas.
En octubre de 1993 iniciarían las sesiones de grabación de The Blue Album, el primer álbum de estudio de la banda. Cropper iniciaría el proceso de grabación pero dejaría su lugar, todo lo grabado vocalmente sería remplazado por la voz de su sustituto, Brian Bell, mientras que las partes de guitarra fueron hechas de nuevo por Rivers Cuomo. Sin embargo se le dieron créditos por coescribir "My Name Is Jonas".
Su salida de Weezer tiene varias versiones, la razón que el propio Cropper dio fue que quería dedicar más tiempo a su novia quien estaba embarazada de su primera hija. Pensó que si seguía en Weezer no podría prestarle la atención necesaria debido a las constantes giras, eventualmente se casaría con Amy, su novia, y criarían tres hijos. Sin embargo, otras versiones indican que Rivers Cuomo fue quien "despidió" a Cropper de la banda.

## Post-Weezer
Después de dejar a Weezer en 1993, Cropper toca en el álbum Uncle Bob de la banda 22 Jacks, una agrupación que se formó con exintegrantes de Wax, banda con la que Cropper tuvo contacto a principios de los años 1990.

### Chopper One
Chopper One, sería el proyecto que Cropper crearía al lado de su esposa Amy. Al principio la banda solía llamarse Braxton Hicks pero cuando el baterista, Darren, dejó la banda para unirse a Goldfinger, la banda cambio a su nombre actual y en otoño de 1995 empiezan a tocar.
La banda estuvo compuesta por:
- Jason Cropper: Voz y guitarra
- Amy Cropper: Voz y bajo
- Tyrone Rio: Batería
- Steve: Guitarra (quien se unió después)

Grabarían un disco de estudio en 1997 titulado Now Playing, e incluso lograrían la categoría de One hit wonder con su sencillo "A Punk Named Josh". Saldrían de gira en los años 1997 y 1998. Después de separarse de Restless Records la banda dejó de existir y más tarde Cropper se separaría de la que ahora es su exesposa.

### Post Chopper One
Cropper decide formar Fliptop al separarse Chopper One. La banda estuvo compuesta por Dallan Baumgarten en la guitarra, Josh Freese (A Perfect Circle, Guns N' Roses, Devo) en la batería y Scott Shiflett (Face to Face, Jackson United) en el bajo. Crearían varias canciones y aproximadamente catorce temas fueron escogidos para empezar a grabar en sesiones de estudio, pero solo cinco de ellos fueron mezclados para demo.
Tiempo después Cropper incursiona en el mundo de la televisión al escribir, grabar e interpretar el tema principal de la serie de televisión de la FOX Andy Richter Controls the Universe.

## Actualidad
Actualmente Jason Cropper está divorciado y tiene tres hijos, maneja una tienda de música y es productor. Sigue buscando tocar en varios proyectos y ha grabado varias canciones que publicó en su My Space. También se ha dedicado a buscar y grabar nuevas bandas como Buffalo Alice.

## Discografía
- Playing Now (1997) - Chopper One
- The Blue Album (1994) - Weezer

## Videos
- Punk Named Josh (Chopper One)
- Touch My Fuzz (Chopper One)
- Say It Ain't So (Weezer)